# Domaine du Charmois
Le Domaine du Charmois, édifié au XVIIIe siècle par Joseph Gilles, est devenu un espace de coopération entre les associations et les habitants par l'intermédiaire des services de la ville de Vandœuvre-lès-Nancy pour organiser des manifestations. 

## Historique
Notable de Vandœuvre et peintre de Stanislas, Joseph Gilles dit Provençal achète des terres en 1725 pour y établir une immense demeure entourée d'un parc à la française et de prairies qui constituent un domaine de 15 hectares dont le nom trouve son origine dans une plantation de charmes. 
Pendant la Révolution, la propriété du Charmois appartenant à la veuve Lombard est divisée en 5 lots pour être vendue comme bien national. Plusieurs propriétaires se succèdent alors sans entretenir la demeure. 
Le manoir actuel est construit en 1892 au milieu d'un parc à l'anglaise de 4 hectares dans lequel se trouve également une ferme pour exploiter les terres voisines.
Les Allemands et les Américains occupent le domaine durant la Seconde Guerre mondiale. De cette occupation date une série de peintures murales dessinées par des prisonniers de guerre allemands. Celles-ci, inventoriées et analysées, sont conservées par le Service du Patrimoine de la Direction régionale des Affaires culturelles (DRAC).
Dès 1981, la ville de Vandœuvre acquiert progressivement le domaine, le parc devient alors public. Le château est restauré en 1986 et la réhabilitation de la ferme débute en 2008. 
L'inauguration a lieu le 13 septembre 2014 par le maire de Vandœuvre Stéphane Hablot offrant un lieu de vie, de partage et de tranquillité ouvert aux habitants, aux associations et aux artistes.

## Le Domaine du Charmois
Le site actuel du Charmois regroupe l'ensemble du château entouré du parc et de l'ancienne ferme rénovée.

### Le château du Charmois

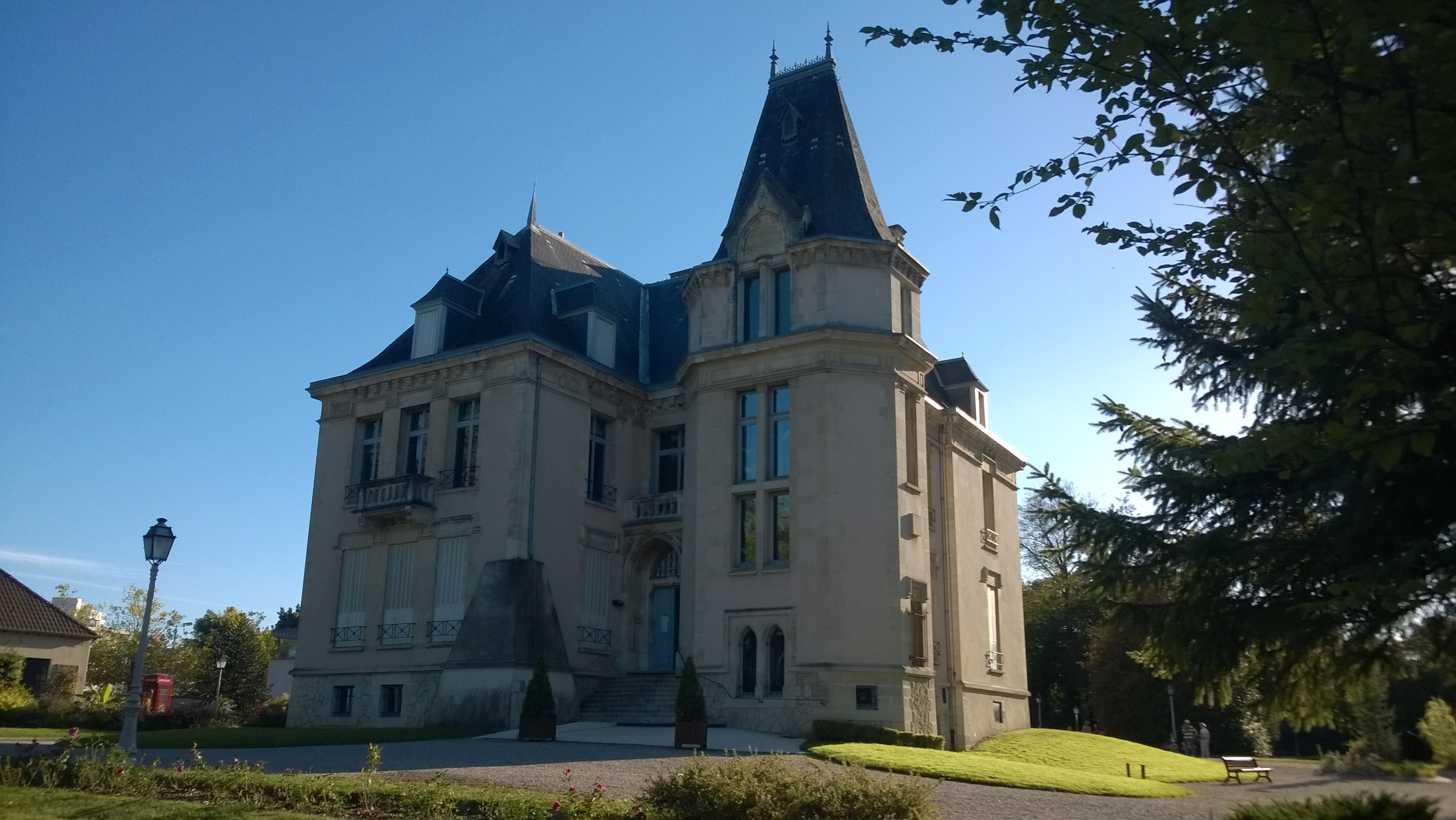
Château du Charmois.

Avec une monumentale cheminée, les décors du hall, les vitraux du grand escalier posés en 2002 et le grand salon, le château du Charmois est un lieu prestigieux pour des réceptions, conférences, concerts, etc.
Il dispose d'un salon de 100 m2 pour 80 à 120 personnes selon l'activité, ainsi que deux salles pour réunions pour 12 ou 25 personnes.
Les associations résidentes connues sont : 
- Association culturelle du Château du Charmois (ACCC)
- Vandœuvre-Échecs
- Association des jumelages de Vandœuvre

### La ferme du Charmois

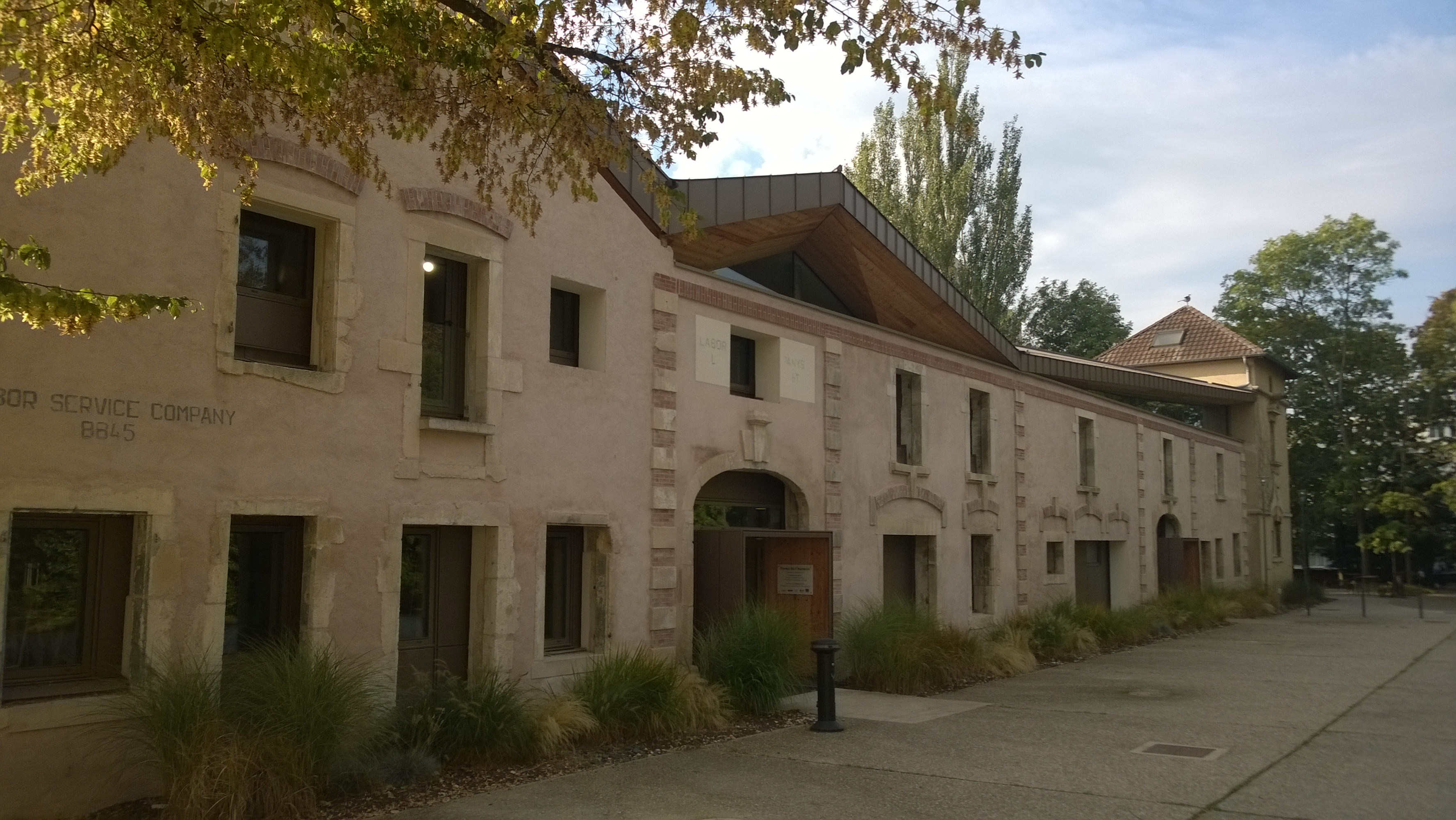
Ferme du Charmois.

Grâce à sa renaissance, la ferme avec ses écuries et son pigeonnier est à présent « dédiée à la culture de l'esprit et non plus à celle de la terre ! ». Elle est décorée par la représentation de quelques fresques des prisonniers et par l'exposition d'un étrange personnage représentant un soldat prussien à la plume.
Pour les spectacles, réunions, expositions des différents groupes ou associations, la ferme propose la grande salle Michel Dinet de 340 m2 pour 220 personnes, une salle modulable de 120 m2 pour 80 personnes ainsi que des salles d'activités dont l'une se nomme Le Provençal.
Les associations résidentes connues sont : 
- Association des amis de l'art de l'histoire de Vandœuvre (AAAHV)
- Bien vieillir à Vandœuvre (BVV)
- Club pétanque de Vandœuvre

Comme pour le château, la ferme est ouverte également aux associations non résidentes et aux particuliers.

### Le parc du Charmois

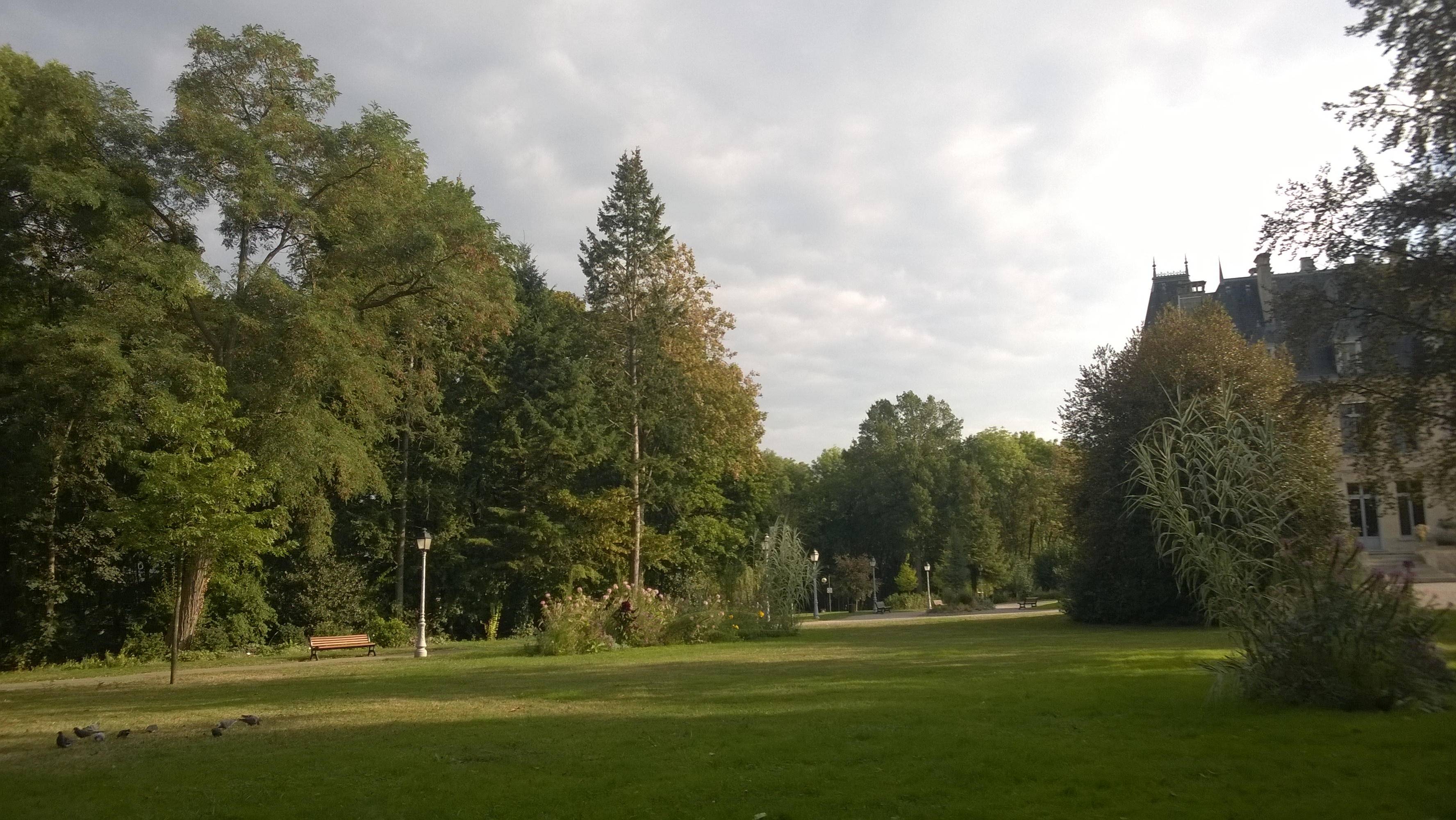
Parc du Charmois.

Le parc est un jardin à l'anglaise qui se caractérise par des essences rares et un ruisselet. Bien entretenu et fleuri, de nombreuses espèces d'oiseaux y sont présentes. Il est déclaré refuge libre par la Ligue pour la protection des oiseaux (LPO).
L'orangerie de Provençal puis celle reconstruite au XIXe siècle sont remplacées en 1985 par une nouvelle construction.
La fontaine d'origine de Provençal a été transposée par les anciens propriétaires dans le Petit Charmois, nouvelle propriété voisine du domaine.
Le parc dispose de 4 portails :
- la porte principale du domaine, au nord, avec les pots à feu de l'époque de Provençal
- la porte Jean-Macé, à l'est, prolongée par une allée cavalière
- la porte ouest, ancienne porte principale du domaine, vers la cité universitaire
- la porte sud qui mène aux serres

Une visite virtuelle du parc et de la ferme est proposée sur le site internet de la ville. Des informations complémentaires sur l'historique et les charmes du Domaine ainsi que sur la cinquantaine d'arbres et la trentaine d'oiseaux fréquentant le parc sont fournies sur une plaquette avec plan.
Un écuroduc, passage à écureuils, est installé depuis septembre 2019 dans le parc. Cette installation permet de limiter la mortalité des écureuils en leur évitant de traverser les rues.

## Galerie

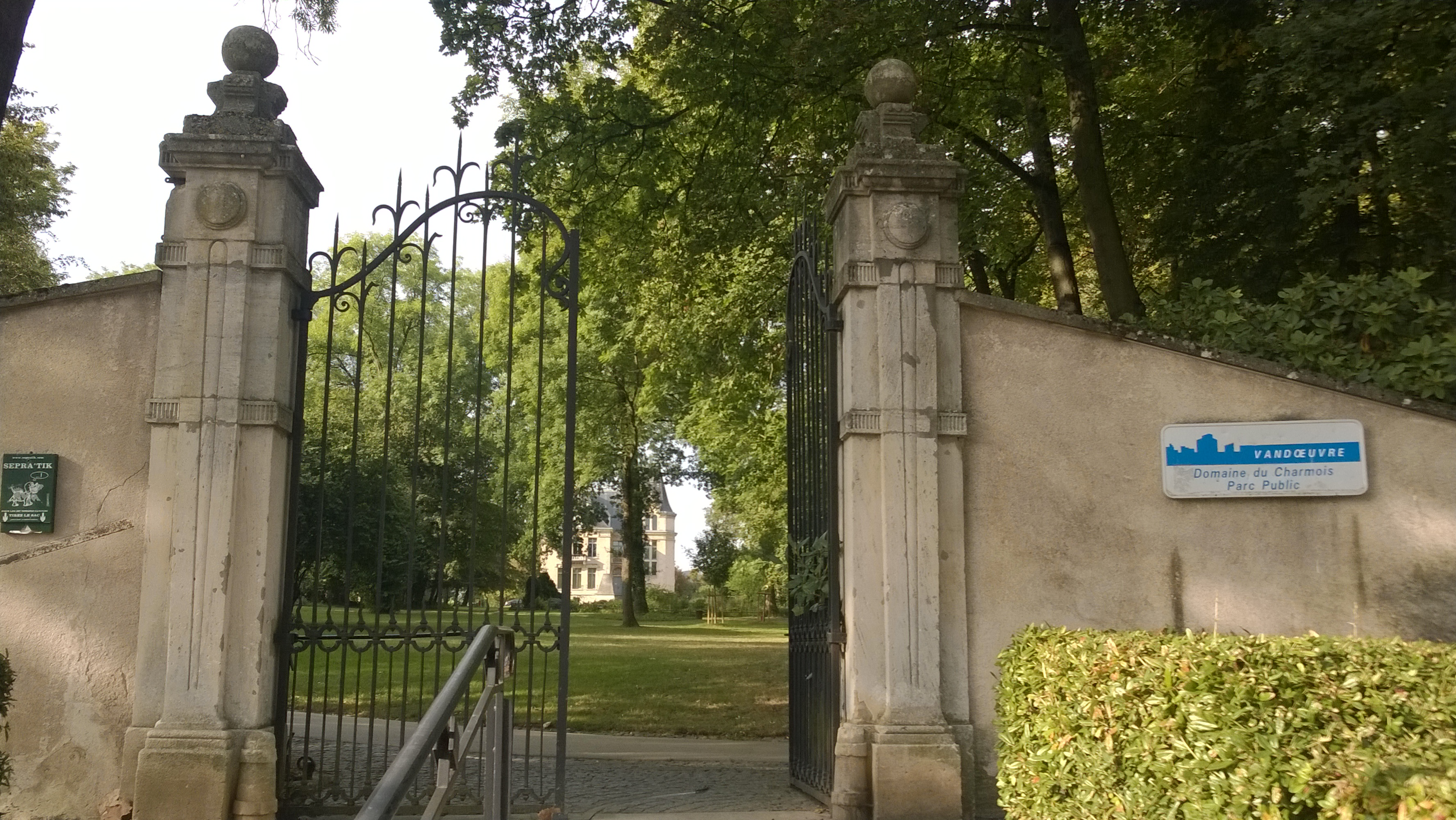
Portail Est du domaine.
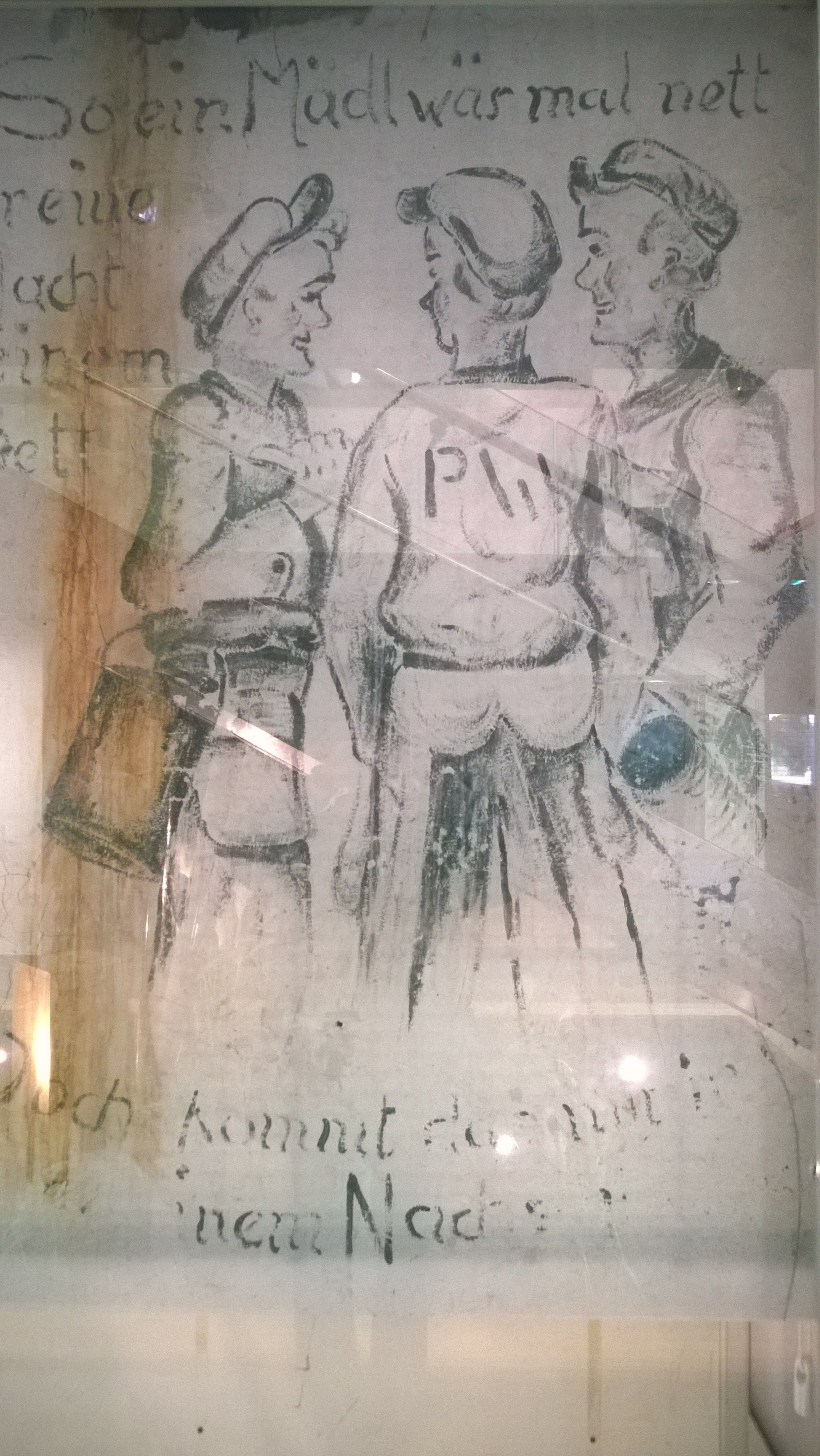
Fresque des prisonniers.
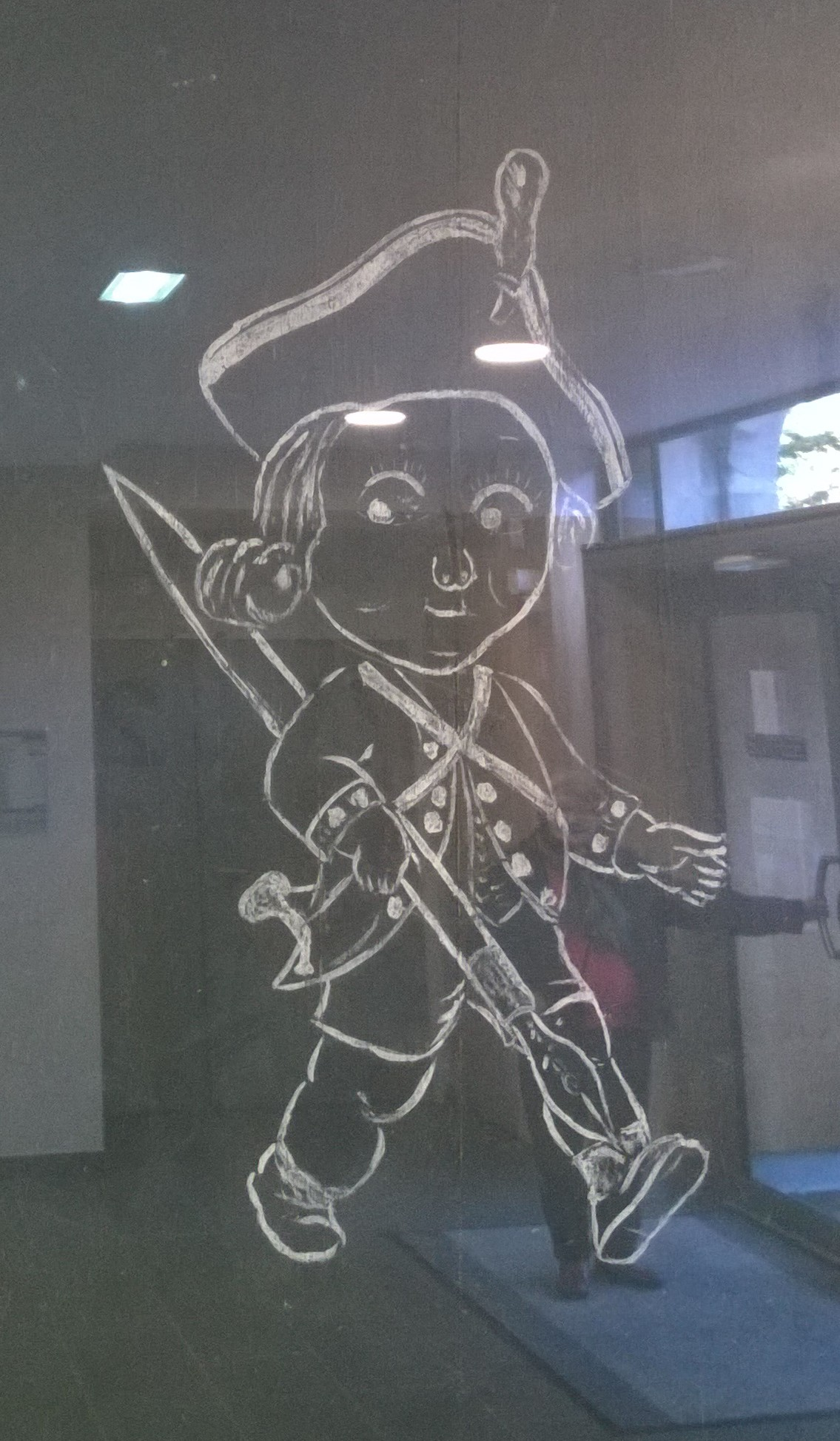
Soldat prussien.
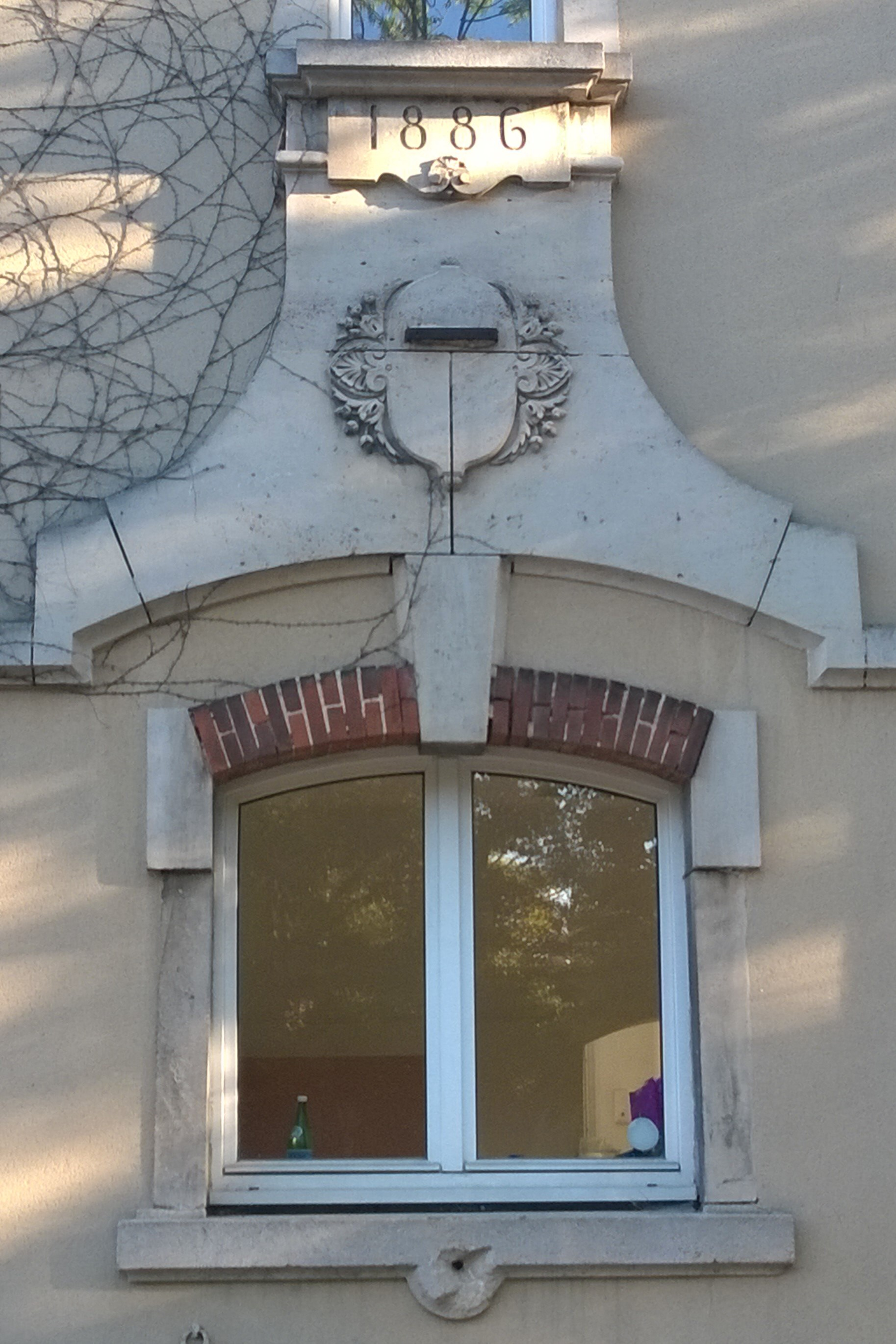
Colombier de la ferme.
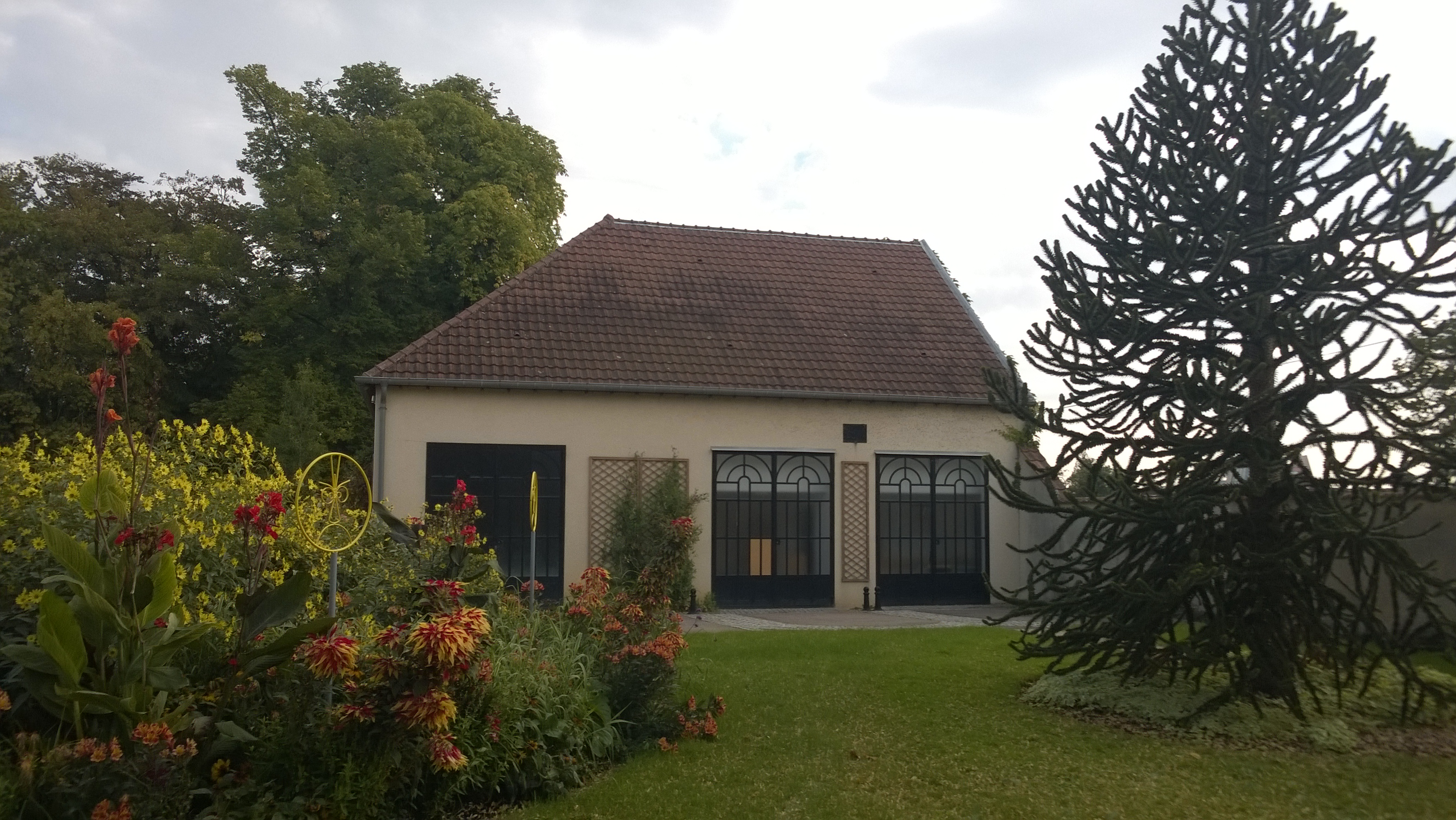
Orangerie.

.